# تیرمعلا (سوریه)
تیرمعلا (انگلیسی: Teir Maalah ) شهری در استان حمص و در ۷ کیلومتری شمال شهر حمص است. بر پایه آمارهای سال ۲۰۰۴ جمعیت این شهر ۷٬۷۲۸ نفر است.